# Azur

El escudo del Reino de Francia «moderno», usado por los reyes de la dinastía de los Capetos desde el siglo XIV, llevaba tres flores de lis de oro sobre campo (fondo) de azur

Azur es un color que desde antiguo se ha aplicado a las coloraciones intensas intermedias entre el celeste y el índigo, por lo que en la moderna teoría del color se puede considerar que el azur es un color espectral intermedio entre el cian y el azul, y por lo mismo pertenece al círculo cromático natural.
Por otra parte, en heráldica, azur es la denominación heráldica de un color azul intenso u oscuro. De entre los esmaltes heráldicos, pertenece al grupo de los colores, junto con el gules (rojo), el sable (negro), el sinople (verde) y el púrpura.

## Etimología y sinónimos
El término «azur» proviene del francés azur, que comparte origen con «azul», al que se considera derivado del árabe hispánico lazawárd, este del árabe lāzaward, ‘lapislázuli’, este del persa laǧvard o lažvard, y este del sánscrito rājāvarta, ‘rizo del rey’. Otra interpretación sostiene que el persa laǧvard o lažvard derivaría de Lajward, una región de Turquestán donde, según Marco Polo, se obtenía el lapislázuli, piedra semipreciosa de color azul.
En lengua inglesa, azure deriva del español antiguo azur. Hace referencia a un azul profundo, ocasionalmente tirando a púrpura, similar al color del cielo claro, es decir, sin nubes (azul cielo).
Ocasionalmente, este esmalte ha sido llamado turquí.

## Heráldica

### Historia

Azur heráldico convencional y manera de representarlo mediante un rayado horizontal cuando no se dispone de colores

En los inicios de la heráldica, entre los siglos XII y XIII, el azur era un esmalte poco empleado: el historiador Michel Pastoureau halló que aparecía solamente en el 10 al 15 % de las armerías europeas. Sin embargo, hacia mediados del siglo siglo XIV había ganado terreno a expensas del gules y del sable, volviéndose el color predominante en los blasones europeos.

### Representación
El azur no se encuentra definido con exactitud. En consecuencia, el tono y el matiz de azul a emplear para representarlo quedan a criterio del artista heráldico. Se recomienda, sin embargo, que el azul sea fuerte y fiel a su naturaleza; no debe ser purpúreo ni verdoso.
Cuando no se dispone de colores, el azur puede representarse mediante un rayado muy fino de líneas horizontales paralelas, según el método atribuido al jesuita Silvestre Pietra Santa. Este es el método de representación que se ve comúnmente en grabados a una tinta.

### Ejemplos de uso
Siguen tres ejemplos antiguos y notables del uso del azur.

El escudo de Godofredo Plantagenet, Conde de Anjou y Duque de Normandía, que data de alrededor de 1125
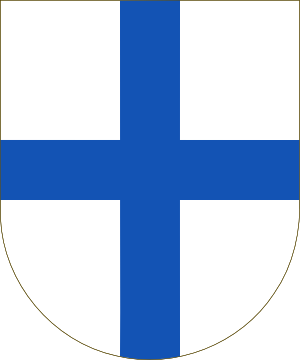
Armas de Enrique de Borgoña, Conde de Portugal, que datan de 1095. Del azur de este escudo deriva el esmalte azur del actual Escudo de Portugal.
Las Armas Menores de Suecia, con las llamadas «Tres Coronas». Este escudo data de alrededor de 1336.

En el Museo de Tessé, en Le Mans, se conserva una placa esmaltada proveniente de la tumba de Godofredo Plantagenet que lo representa empuñando su espada y su escudo (de azur, sembrado de leoncillos de oro). Esta efigie, que se remonta a alrededor del año 1160, es considerada la imagen más antigua de un escudo en color que haya llegado hasta nosotros.

Forro de veros convencionales, alternando plata y azur

#### Uso en los veros
De entre los forros heráldicos, los veros son típicamente de azur y plata, aunque en raras ocasiones pueden ser de otros colores. Se cree que el azur de los veros proviene del hecho de que este motivo heráldico, hoy muy estilizado, era antiguamente un forro confeccionado con muchas pieles de ardilla gris, que se cosían entre sí alternando los retazos correspondientes al lomo (azur) con los que se tomaban de la panza de los animales (plata).

#### Uso en las ondas
La figura heráldica llamada «ondas», así como las particiones y piezas onduladas, se han usado con cierta frecuencia para representar cuerpos y corrientes de agua (el mar, ríos, etc.); en estos casos la sugerencia de agua suele reforzarse mediante el uso del esmalte azur.
En el caso de las ondas, si bien pueden representarse en cualquier combinación de color y metal, para hacer referencia al agua suele recurrirse a las de plata y azur.

Armas del antiguo Condado de Zelanda, con ondas de plata y azur.
Armas de la localidad alemana de Unterjesingen, en el distrito de Tubinga, con una barra ondulada de azur.
Armas del municipio sueco de Simrishamn, con una partición ondulada.

### Nombres, atribuciones y significados en desuso
Hacia el inicio del Renacimiento se desarrolló un sistema de correspondencias simbólicas para los colores heráldicos que hoy se encuentra en desuso.
Es de notar que hacia 1828 este sistema era considerado absurdo por el heraldista inglés William Berry, aunque el español Francisco Piferrer, en 1858, lo comenta como si todavía fuese válido.
Si bien Jean Courtois, Heraldo Sicilia del Reino de Aragón, menciona en su tratado Le blason des couleurs (1414) que cualquiera de estas asociaciones del azur puede usarse para blasonar, en la práctica es posible que solamente se hayan usado el sistema planetario y el sistema de piedras preciosas. Para Alberto y Arturo García Caraffa (1919), el blasonado con gemas correspondía a los títulos y el de planetas a los soberanos.
Arthur Fox-Davies cita un ejemplo de blasonado con piedras preciosas que data de 1458.
Debajo se dan algunas de las antiguas correspondencias simbólicas del azur, así como algunos de los nombres que se le atribuyeron.
| Nombres «griegos»                | sidero, veneto, stagonne, detrady |
| Metal                            | el cobre, el hierro, el acero |
| Planeta                          | Júpiter, Venus |
| Piedra preciosa                  | el zafiro |
| Signo del Zodíaco                | Tauro y Libra |
| Elemento                         | el aire |
| Estación del año                 | la primavera, el otoño, el verano |
| Mes                              | abril y septiembre |
| Día de la semana                 | el viernes, el jueves, el martes |
| Números                          | 4, 9 |
| Árbol                            | el álamo, el roble |
| Flor                             | la azucena azul, el aciano, la violeta |
| Ave                              | el pavo real |
| Cuadrúpedo                       | el camaleón |
| Edad del hombre                  | la segunda infancia, los quince años |
| Complexión humana                | sanguínea, colérica |
| Virtudes teologales y cardinales | la justicia, la fortaleza |
| Virtudes y cualidades mundanas   | la lealtad, la ciencia, la hermosura, la alabanza, la dulzura, la claridad, la pureza, el renombre, la nobleza, la perseverancia, la vigilancia, la recreación, el celo |
| Obligaciones del portador        | defender a los servidores de los príncipes que se han quedado sin remuneración de sus servicios                                                                         |

## El color azur en la actualidad
Actualmente, el azur es un color usado en ocasiones en el ámbito de la pintura decorativa, cosmética y otros. Es importante la influencia del idioma italiano, donde el color azzurro (vèase azzurri) es más claro que el blu, pero más intenso que el celeste. En inglés azure se define como el color del cielo despejado. En ruso, Голубой (goluboi = celeste y azul claro) está definido como un color diferente de Синий (sinii = azul y azul oscuro).
Se puede llamar azur a los tonos que se perciben como intermedios entre el azul y el cian. Su color complementario es el naranja.
En la rueda de colores RGB, "azul" (hexadecimal #0080FF) se define como el color a 210 grados, es decir, el tono a medio camino entre el azul y el cian. En el modelo de color RGB, que se utiliza para crear todos los colores en una pantalla de televisión o computadora, el azul se crea agregando un 50 % de luz verde al 100 % de luz azul.
En el sistema de color X11, que se convirtió en un modelo para los primeros colores web, el azul se representa como un cian pálido o un cian blanco.

### Variaciones y coloraciones similares
| Nombre                | Muestra | Cod. Hex. | RGB | RGB | RGB | HSV  | HSV  | HSV  |
| --------------------- | ------- | --------- | --- | --- | --- | ---- | ---- | ---- |
| Azure (web, Crayola)  |         | #F0FFFF   | 240 | 255 | 255 | 180° | 100% | 100% |
| Azur claro (pintura)  |         | #92CBF1   | 146 | 203 | 241 | 204° | 39%  | 95%  |
| Celeste intenso (X11) |         | #00BFFF   | 0   | 191 | 255 | 195° | 100% | 100% |
| Azul cian (CMYK)      |         | #00B0F6   | 0   | 176 | 246 | 197° | 100% | 96%  |
| Azul azur             |         | #8791BF   | 135 | 145 | 191 | 229° | 29%  | 75%  |
| Azur                  |         | #007FFF   | 0   | 127 | 255 | 210° | 100% | 100% |
| Cerúleo genuino       |         | #0087D1   | 0   | 135 | 209 | 201° | 100% | 82%  |
| Azur (HTML)           |         | #0066FF   | 0   | 102 | 255 | 216° | 100% | 100% |
| Azur (óleo)           |         | #0071D1   | 0   | 113 | 209 | 208° | 100% | 82%  |
| Azul azur (RAL)       |         | #025669   | 2   | 86  | 105 | 191° | 98%  | 41%  |

### Galería

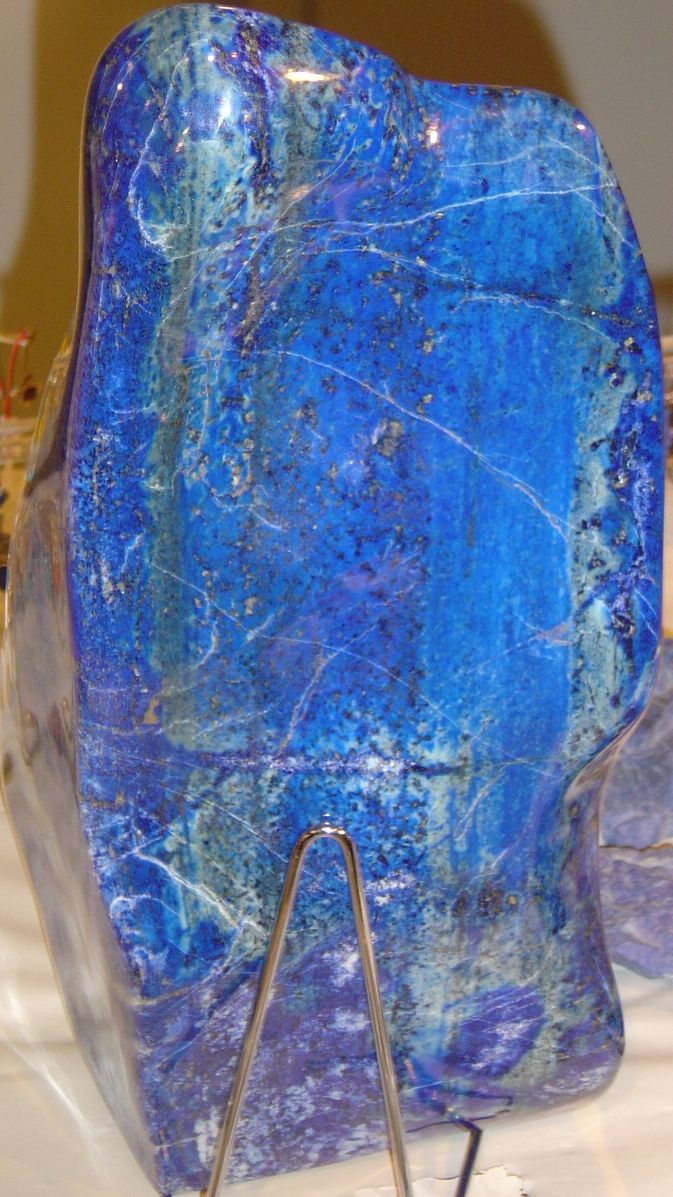
Los términos azul y azur derivan del lapislázuli.
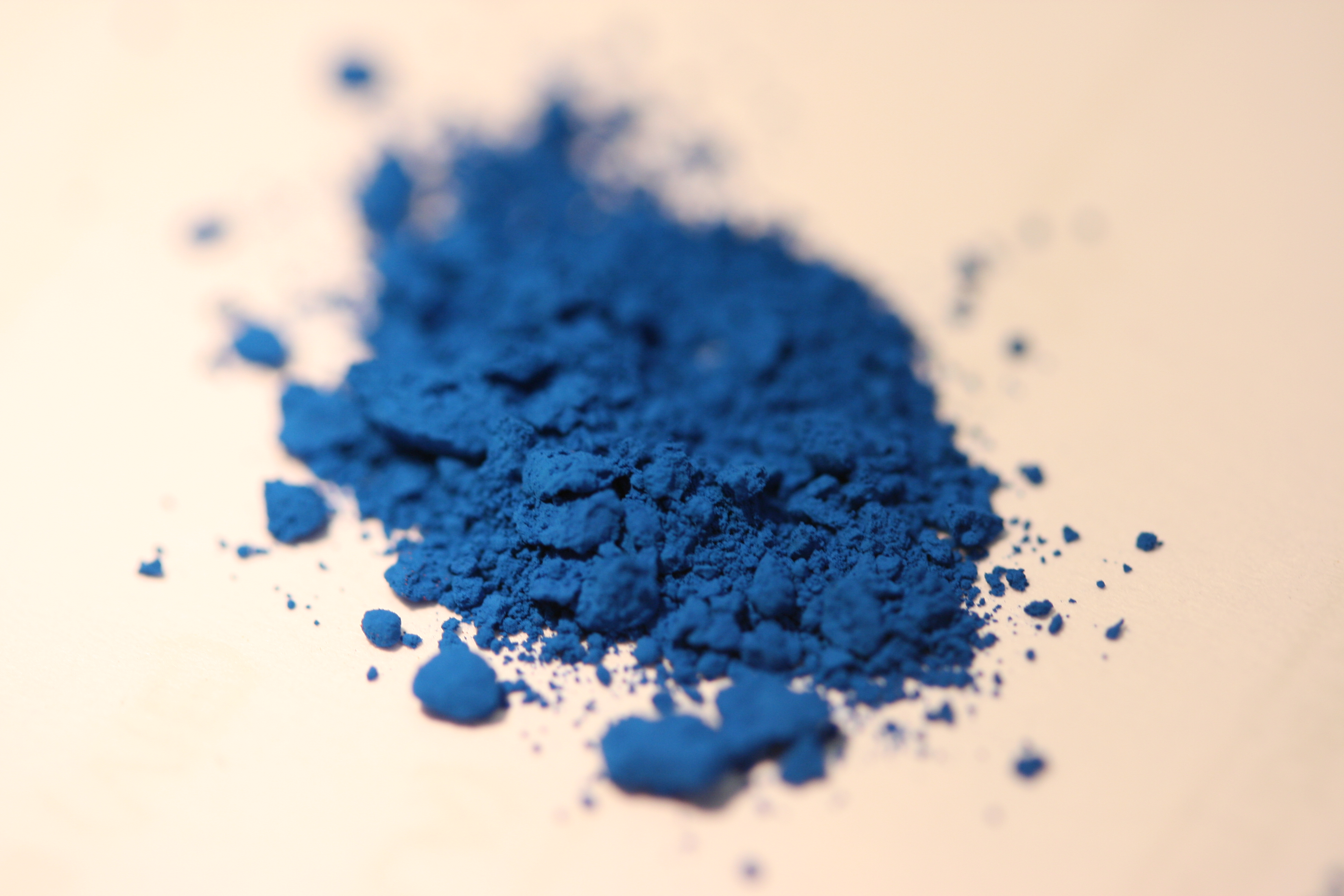
Pigmento azur.
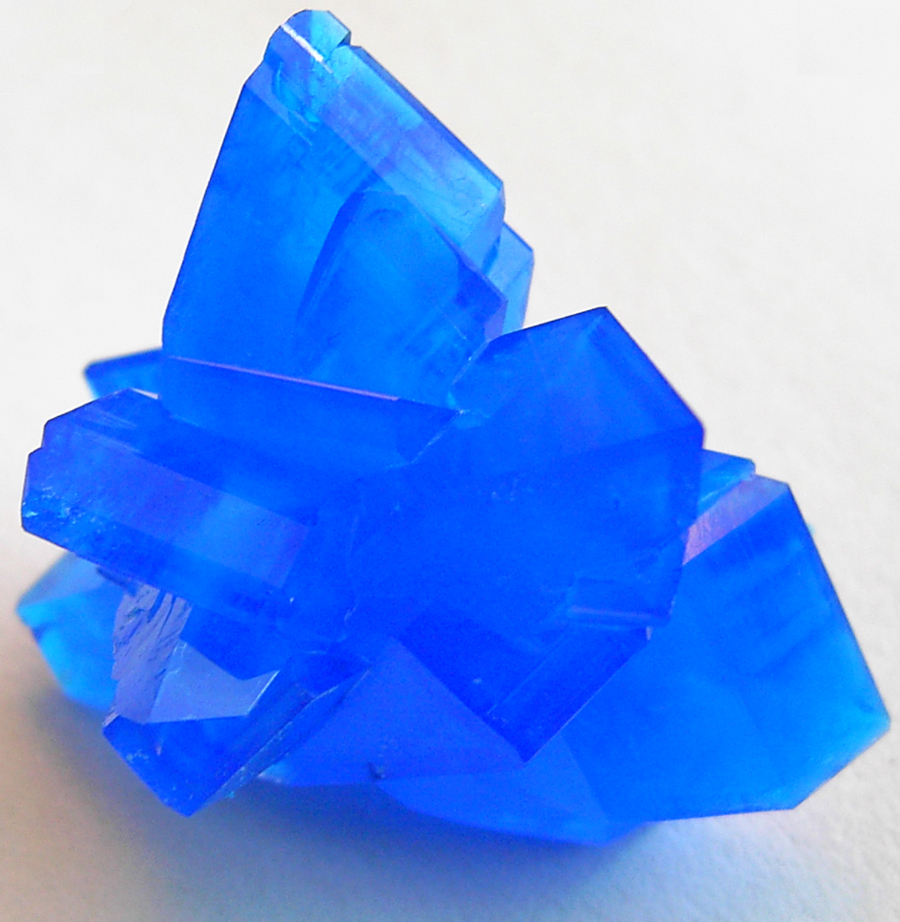
Calcantita (sulfato de cobre).
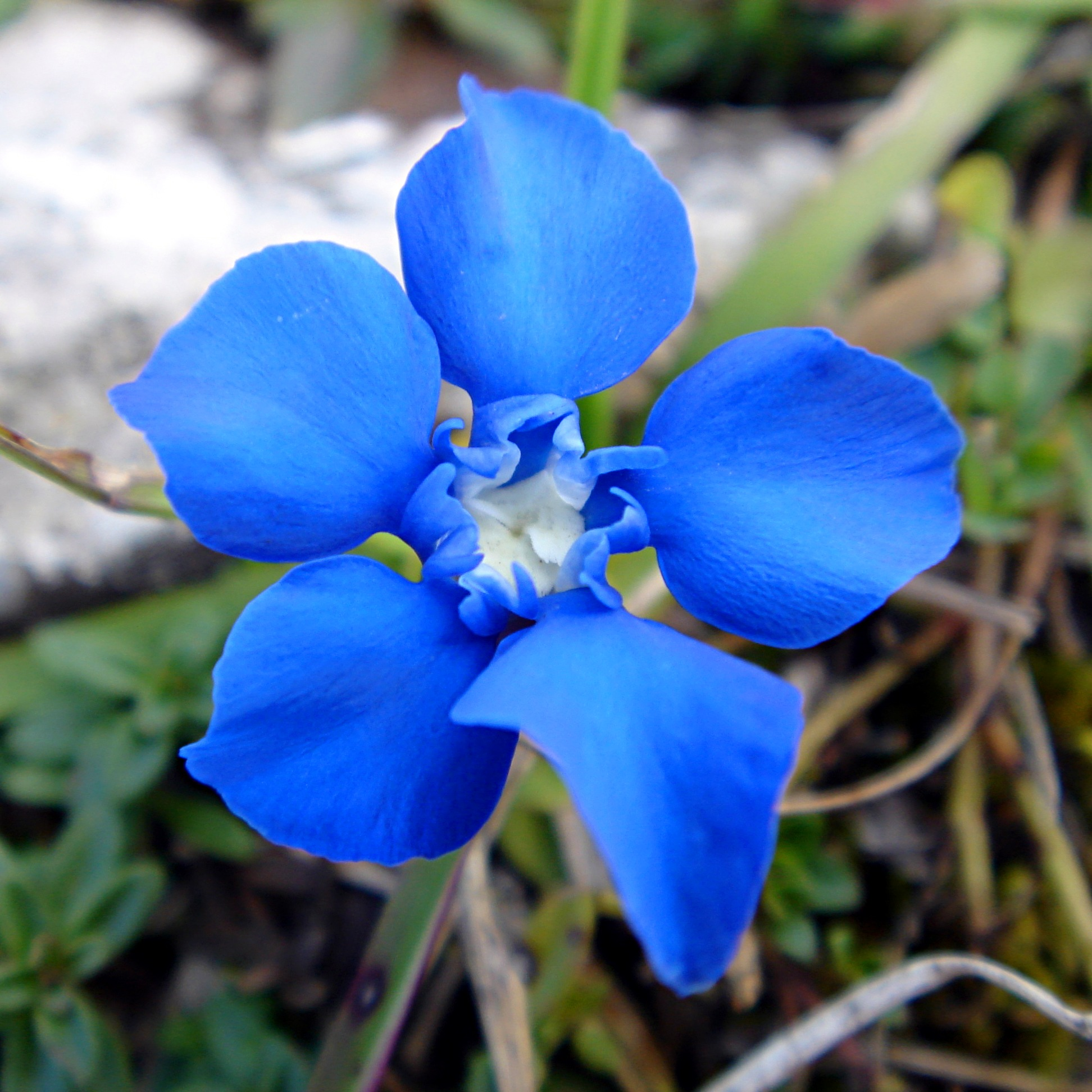
La gitanilla menuda es de color azur.
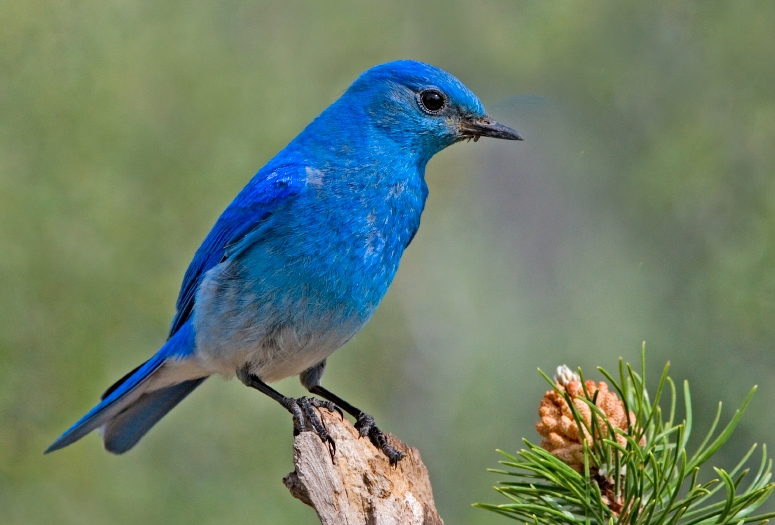
Azulejo de las montañas.
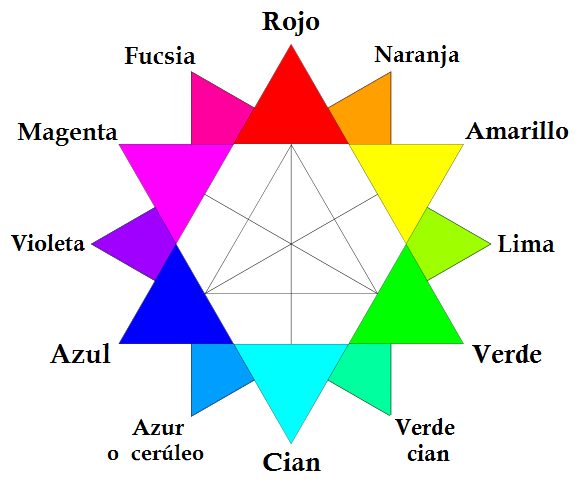
Posición del azur en el círculo cromático RGB.